# Dietrich von Choltitz
Dietrich von Choltitz (9. november 1894 – 4. november 1966) var tysk militærguvernør i Paris med rang af infanterigeneral i de sidste dage af den tyske besættelse af byen under 2. verdenskrig. Han undlod at følge Hitlers ordrer om at lægge Paris i ruiner, hvis byen skulle blive indtaget af de allierede.

## Karriere
Under 1. verdenskrig gjorde von Choltitz tjeneste på vestfronten, hvor han avancerede til løjtnant. Han forblev i Reichswehr under Weimarrepublikken og blev kaptajn i kavalleriet i 1929. Senere overtog han kommandoen over 3. bataljon af Luftlande-Infanteriregiment 16 som major og fra 1938 som oberstløjtnant.
Von Choltitz' bataljon var under 2. verdenskrig med til besættelsen af Rotterdam med luftlandetropper i 1940. Det indbragte ham jernkorsets ridderkors. I september 1940 blev han øverstbefalende for hele regimentet og fra 1941 som oberst. Under kampene på østfronten i Sovjetunionen deltog hans regiment i belejringen af byen Sevastopol i juni 1942. Samme år blev han generalmajor og i 1943 generalløjtnant. Hans kommandoposter omfattede stillingerne som næstkommanderende for 260. Infanteridivision og øverstbefalende for 48. Panzerkorps. Fra marts 1944 gjorde han tjeneste i Italien for at bekæmpe det allierede angreb, men overflyttedes fra juni 1944 til vestfronten. 
Mens han fra 1944 var krigsfange i Trent Park i England, indrømmede han over for sine medfanger i en privat samtale, som hemmeligt blev optaget af briterne, at have "udført den vanskeligste ordre i mit liv i Rusland, (...) likvideringen af jøderne. Jeg har ikke desto mindre udført denne ordre fuldt ud..." (optaget 29. august 1944).

## Guvernør over Paris
Efter være forfremmet til infanterigeneral den 1. august 1944 blev han den 7. august udnævnt til militærguvernør over Paris, som han ankom til den 9. august. De næste 16 dage undlod han at adlyde adskillige direkte ordrer fra Hitler om at ødelægge byen. Hitlers ordre fra 23. august lød: "Byen må ikke falde i fjendens hænder, medmindre den ligger fuldstændig i ruiner." Det fortælles, at Hitler i raseri forlangte at få svar på spørgsmålet: "Brennt Paris?" ("Brænder Paris?")
Von Choltitz forhindrede opstand i Paris og direkte slag i byen ved en blanding af direkte kontakt med fjenden, forhandlinger med den franske modstandsbevægelse og magtdemonstrationer. Det sikrede, at byen ikke led skade af betydning. Den 25. august 1944 overgav han sig og sine 17.000 soldater til den franske general Philippe Leclerc de Hauteclocque og modstandslederen Henri Rol-Tanguy på Gare Montparnasse 
Ved at have forhindret en efterligning af slaget om Stalingrad blev von Choltitz af nogle betragtet som "Paris' redningsmand".

## Fangenskab og senere liv
Han var krigsfange i Trent Park i det nordlige London, en lejr for højerestående tyske officerer. Uden at fangerne vidste det, blev mange af deres samtaler optaget på bånd.
Efter at have været krigsfange hos de allierede i Camp Clinton i Mississippi blev han løsladt i 1947. Han døde i november 1966 på et hospital i Baden-Baden som følge af sygdom, der gik tilbage til krigens tid. Han blev begravet på bykirkegården i Baden-Baden i overværelse af højtstående franske officerer. Baden-Baden var hovedkvarter for de franske besættelsesstyrker i Tyskland efter 2. verdenskrig.

## Film
- Filmen Brænder Paris?, er en fransk-amerikansk produktion fra 1966 med Gert Fröbe i rollen som von Choltitz.
- Filmen Diplomati, er en fransk-tysk produktion fra 2014 om den tyske overgivelse i Paris i 1944 med Niels Arestrup i rollen som von Choltitz.